# Alexz Johnson
Alexzandra Spencer Johnson (New Westminster, 4 novembre 1986) è una cantautrice e attrice canadese nota per aver interpretato il ruolo di Jude Harrison nella serie Instant Star, il ruolo di Erin in Final Destination 3, quello di Annie in So Weird - Storie incredibili e per quello di Saturn Girl in Smallville.

## Biografia

### Le prime apparizioni di Alexz
Alexz Johnson nasce a New Westminster, Columbia Britannica, Canada, sesta di dieci figli. Una delle sue sorelle è un'attrice e suo fratello Brendan, musicista.
Sin da quando aveva 3 anni cantava spesso per la sua famiglia numerosa, primi indizi sia di una grande voce che di un grande talento. A 7 anni, inizia a partecipare alle performance del coro locale, perciò i genitori le affiancarono un insegnante privato di canto.
Partecipa a molte gare di canto, tra le quali, all'età di 11 anni, vince ad un "Contest dell'Inno Nazionale". Grazie a questa vittoria venne intervistata per la prima volta non solo dalla CBC. Nello stesso anno, viene votata dal quotidiano Vancouver Sun, 'Miglior cantante dell'inno dell'anno' . Più diventa popolare, Alexz inizia ad essere soprannominata, la Céline Dion della West Coast. Spesso cantava l'inno nazionale in altre reti, in eventi di beneficenza e nelle fiere. All'età di 12 anni inaugura lo "Show Variety Club" cantando in coppia con Bob McGrath. Fu ingaggiata al Planet Hollywood per la vigilia di capodanno, cantando per la prima volta le sue canzone al Molson Indy.
Pur essendo molto impegnata in carriera, la sua personalità, il suo portamento naturale e la sua personalità estroversa, la condussero nel mondo della recitazione, ottenendo diversi provini per la pubblicità, e una vetrina in un programma sperimentale chiamato, "Most Talented kids"

### So Weird
Nel 2000, all'età di 13 anni, fece un provino per recitare del cast dell'ultima stagione del telefilm So Weird, in onda su Disney Channel. Alexz fu scelta per il ruolo di protagonista, Annie, al posto di Cara Delizia, protagonista delle prime due stagioni, che abbandonò il telefilm all'inizio della terza.
La presenza di Alexz rese la terza stagione molto diversa dalle precedenti, caratterizzate da un aspetto tetro ed oscuro. Questa cambiamento causò un rifiuto da parte di molti fan delle serie precedenti, ma a favore di un'audience più giovane, soprattutto grazie a toni più leggeri e al suo talento musicale.
La serie include canzoni originali cantate sia da Mackenzie Phillips, che interpreta il ruolo di una famosa Rockstar, che da Alexz. Una delle sue canzoni originali, "Dream About You", fu eseguita durante l'episodio "Carnival". Un video musicale di Alexz, "Shadows", uscì durante la messa in onda degli episodi finali del telefilm.
Dopo 65 episodi, come consuetudine dell'epoca, la Disney cancellò la serie, senza curarsi della sua popolarità. Subito dopo la cancellazione del telefilm, vi fu un aumento della programmazione delle repliche. Terminata la serie, partecipò a vari film e telefilm, tra cui un piccolo cameo nel film campione di incassi, Scooby Doo 2. ed il telefilm Chris Isaak Show. Nello stesso tempo si concentrò sulla sua carriera musicale assieme al fratello Brendan, con cui iniziò a scrivere canzoni caratterizzate da testi profondi e un sound più rock. Queste furono inviate come demo alla produzione di Instant Star, assieme al suo provino per la parte di Jude Harrison.

### Instant Star
Alexz ritornò a recitare nei panni di Jude Harrison nel telefilm che la rese famosa in molte parti del mondo, Instant Star. In Italia ebbe un grande successo e ne ebbe ancora di più in America.
Nella serie, la protagonista, Jude Harrison è una cantante in erba, dove, in ogni puntata, canta canzoni inedite, pubblicate su CD, come colonne sonore per ogni stagione del telefilm. Alexz ha co-scritto diverse canzoni, tra cui 24 Hours, Let Me Fall, Criminal, Skin e That Girl. Inoltre, per promuovere lo show, ha registrato un concerto, trasmesso in esclusiva prima della première della seconda stagione su The N, canale via cavo americano sul quale viene trasmesso lo show.
Il telefilm ha ricevuto diverse nomination ma non è mai stato premiato fino al 2008, anno in cui Alexz ha vinto ai Gemini Award come miglior interprete in un programma per ragazzi.
All'improvviso, nel 2008, la The N decide di non rinnovare i fondi per una quinta stagione, chiudendo così il telefilm. Questo non era previsto dai produttori, che avevano intenzione di continuare e terminare la serie proprio con la quinta stagione.

### DopoInstant Star
Il successo di Instant Star è tale che nel 2006 ottenne il ruolo di Erin Ulmer nel terzo capitolo della saga di Final Destination. Un ruolo di supporto, comunque in grado di catturare l'attenzione sia della critica che del pubblico. Nello stesso anno fece il provino per un altro horror, Black Christmas. Ottenne il ruolo, ma lo rifiutò, per cui andò a Michelle Trachtenberg. Nel 2007 è andato in onda sul canale statunitense LifeTime Television il film Il diario del diavolo, in cui ha il ruolo di protagonista assieme a Brian Krause. Ha partecipato inoltre ad un concorso indetto da Britney Spears in cui si vinceva il ruolo di protagonista del film basato sulla vita della cantante. Perse la competizione, ma arrivò comunque tra le prime tre classificate assieme a Mary Elizabeth Winstead, sua collega nel film Final Destination 3.
Nel 2009 ottenne il ruolo di guest-star in un episodio di Smallville, interpretando Saturn Girl nell'episodio 8x11: La legione.

### La passione musicale
Alexz Johnson a partire dall'età di sei anni, prese le lezioni di canto, compresa l'opera, da Joseph Shore, un cantante lirico molto acclamato, e stimato educatore di musica nell'area di Vancouver.
Mostrò anche interesse nello scrivere canzoni, tra cui una in coppia con So Weird. Dopo la fine dello show continuò il suo interesse come compositrice, aiutata anche dal fratello Brendan: imparò a suonare anche la chitarra e lavorò su vari progetti, completando un demo della propria musica.
Dopo aver lavorato alla Stagione 2 di Instant Star, due canzoni furono messe on-line. In entrambe è presente anche Tyler Kyte. Le canzoni sono Skips e Soft Spoken, scritta da lui in duetto con Alexz.

### Carriera musicale
Alexz incise diversi dischi per la colonna sonora di Instant Star, affermando che la sua musica era molto diversa da quella di Jude. Col procedere dello show, continuò nella ricerca di una casa discografica che fosse in grado di produrre il suo album di debutto. Il 15 febbraio annunciò, tramite MySpace, di essere stata scritturata dalla Epic Records e che il suo produttore era Greg Wells. L'Epic, l'11 giugno 2008, pubblicò cinque nuove canzoni del suo album solista, Easy, Golden, Running with the Devil, Chicago e Swallowed. Furono resi disponibili altri demo che avrebbero dovuto comporre l'album solista come, What rock have I been under, il cui titolo provvisorio era Running with the Devil.
Nel febbraio 2009 Alexz confermò di aver terminato il disco, ma problemi all'interno della casa discografica ne impedirono l'uscita. Nell'agosto dello stesso anno informò, tramite MySpace che la Epic Records aveva sciolto i contratti di più di un terzo dei suoi artisti e che lei faceva parte di questi: iniziò così dall'inizio la registrazione del suo album in collaborazione con il fratello Brendan : l'album, Voodoo, uscì il 30 marzo 2010 sotto etichetta Laydee Spencer Music, etichetta fondata dalla stessa Alexz, preceduto dal singolo Trip Around the World, postato sul suo sito ufficiale, ed inviato alle radio canadesi, il 2 febbraio 2010.
Nel 2011 viene pubblicato "Voodoo Reloaded", al quale fa capo il singolo "Look at those eyes", in collaborazione con Demo Castellon. Tra il 2011 e il 2012, Alexz inizia e completa una serie di brani che segneranno un momento importante nella sua esperienza musicale : sono brani che compongono lo "Skipping stone EP", pubblicato nel 2012, che sarà apprezzato per la profondità dei testi e per la vocalità potente e intensa della cantante. Sempre nel 2012, per realizzare un suo sogno, decide di mettere nelle mani dei suoi fan la sua carriera proponendo un progetto di crowdfunding : un tour per gli USA, ottenendo un'ottima risposta. Lo "Skipping stone tour" parte nell'estate 2012 riscuotendo un grande successo, dimostrando ancora una volta l'amore incondizionato dei fan per la loro talentuosa cantante canadese. Nello stesso periodo, Alexz collabora con Bleu nel singolo "Bottom of my heart".
Tra il 2012 ed il 2013, si dedica totalmente alla stesura di nuovi testi per un nuovo progetto di crowdfunding per la realizzazione di un album, con il proposito di dare una nuova luce alla propria musica, annunciando, inoltre, un tour europeo nel 2014 insieme a Ron Pope e Wakey!Wakey!. Parte così il processo che porterà nel dicembre 2013 all'uscita di "American Dreamer", un singolo che racchiude in frasi metaforiche e fresche, il racconto dell'esperienza americana della cantautrice. Durante il tour europeo, nel febbraio 2014, viene pubblicato "Heart EP" ,prodotto da David Kahne, che, al momento, offre un breve ma appetitoso assaggio di quello che si prospetta essere il lavoro più impegnativo ma soddisfacente di Alexz Johnson.

## Filmografia

### Cinema
- Final Destination 3, regia di James Wong (2006)
- House of Bodies, regia di Alex Merkin (2013)

### Televisione
- So Weird - Storie incredibili (So Weird) – serie TV, 26 episodi (2000-2001)
- The Chris Isaak Show – serie TV, episodio 3x11 (2004)
- The Collector – serie TV, episodio 1x04 (2004)
- Instant Star – serie TV, 52 episodi (2004-2008)
- Cold Squad - Squadra casi archiviati (Cold Squad) – serie TV, episodio 7x03 (2004)
- Doc – serie TV, episodio 5x09 (2004)
- Reefer Madness (Reefer Madness: The Movie Musical), regia di Kevin Murphy – film TV (2005)
- Falcon Beach, regia di Bill Corcoran – film TV (2005)
- Agente speciale Sue Thomas (Sue Thomas: F.B.Eye) – serie TV, episodio 3x18 (2005)
- Innocenza in vendita (Selling Innocence), regia di Pierre Gang – film TV (2005)
- Il diario del diavolo (Devil's Diary), regia di Farhad Mann – film TV (2007)
- Smallville – serie TV, episodio 8x11 (2009)
- Una sconosciuta nell'ombra (Stranger with My Face) regia di Jeff Renfroe – film TV (2009)
- The Listener – serie TV, episodio 2x09 (2011)
- Haven – serie TV, episodio 2x05 (2011)
- Blue – serie web, 4 episodi (2014)

## Discografia

### Album studio
- 2010 - Voodoo
- 2014 - Let 'Em Eat Cake
- 2017 - A Stranger Time
- 2019 - Still Alive
- 2023 - Seasons
- 2024 - Salvage

### Album dal vivo
- 2012 - Live From the Skipping Stone Tour
- 2018 - Live From a Stranger Time

### EP
- 2012 - Skipping Stone
- 2014 - Heart
- 2014 - Songs From Blue

### Colonna sonora
- 2009 - Instant Star: Greatest Hits

### Raccolte di demo
- 2011 - The Basement Recordings
- 2012 - The Basement Recordings II
- 2013 - The Basement Recordings III

### Remix
- 2011 - Reloaded

### Collaborazioni musicali
- 2016 - Johnson & McAuley

## Doppiatrici italiane
Nelle versioni in italiano dei suoi film, Alexz Johnson è stata doppiata da:
- Gemma Donati in Final Destination 3, Instant Star, Il diario del diavolo, Una sconosciuta nell'ombra, Innocenza in vendita
- Jolanda Granato in The Listener, Haven
- Alida Milana in So Weird - Storie incredibili
- Giulia Tarquini in Smallville